# روبرتو غاندارا
روبرتو غاندارا (بالإسبانية: Roberto Gándara)‏ هو لاعب كرة قدم إسباني، ولد في 16 أبريل 1990 في سلامنكا في إسبانيا. لعب مع بييلسكو بياوا.

## وصلات خارجية
- روبرتو غاندارا على موقع Soccerway.com (الإنجليزية)